# SS Southern Cross
El SS Southern Cross (« Cruz del Sur ») fue un ballenero noruego originalmente llamado Pollux y que fue reconvertido en barco oceanográfico antes de ser reutilizado para la caza de focas.
Construido en Arendal (Noruega), por el armador Colin Archer, fue recomprado por Carsten Borchgrevink para la expedición Southern Cross a la Antártida.Posteriormente fue recomprado nuevamente por Baine Johnston que lo envió a la caza de focas en Terranova, en 1901.
Se perdió en el mar frente a la costa de la provincia canadiense de Terranova y Labrador con los 173 hombres de la tripulación, que junto a los 78 miembros de la tripulación del SS Newfoundland, que naufragaron durante la misma tormenta, la convierten en la mayor tragedia marítima de Terranova. Este hecho inspiró una canción popular.